# Pappel-Feige
Die Pappel-Feige (Ficus religiosa), auch Heiliger Feigenbaum, (Indischer) Pepulbaum, Pipalbaum, Buddhabaum, Bodhibaum, Bobaum, Pho-Baum oder Aswatthabaum, ist eine Pflanzenart aus der Gattung Feigen (Ficus) innerhalb der Familie der Maulbeergewächse (Moraceae). Sie stammt vom Indischen Subkontinent und Indochina.

## Beschreibung

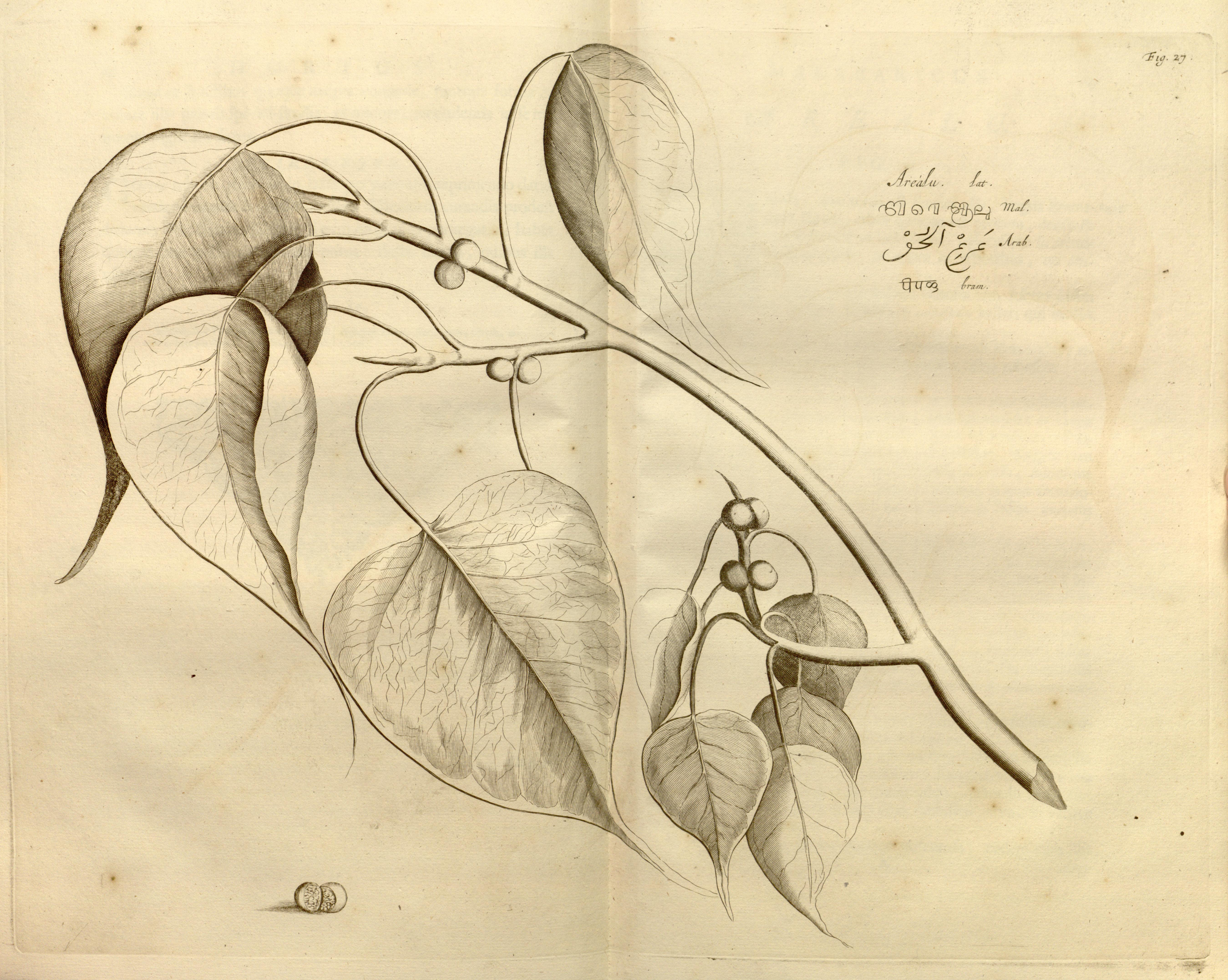
Illustration aus Hortus Indicus Malabaricus, Figur 27

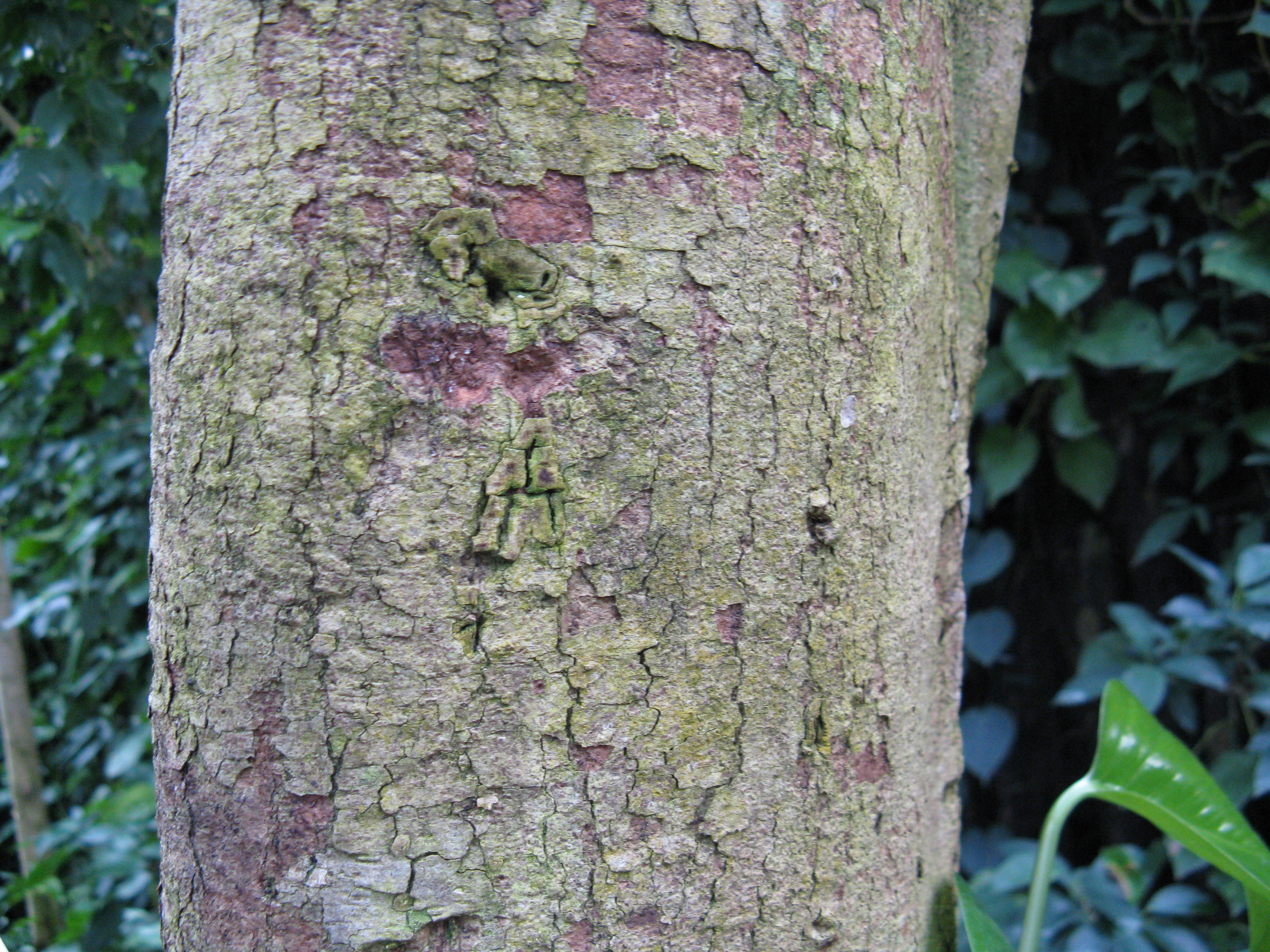
Borke

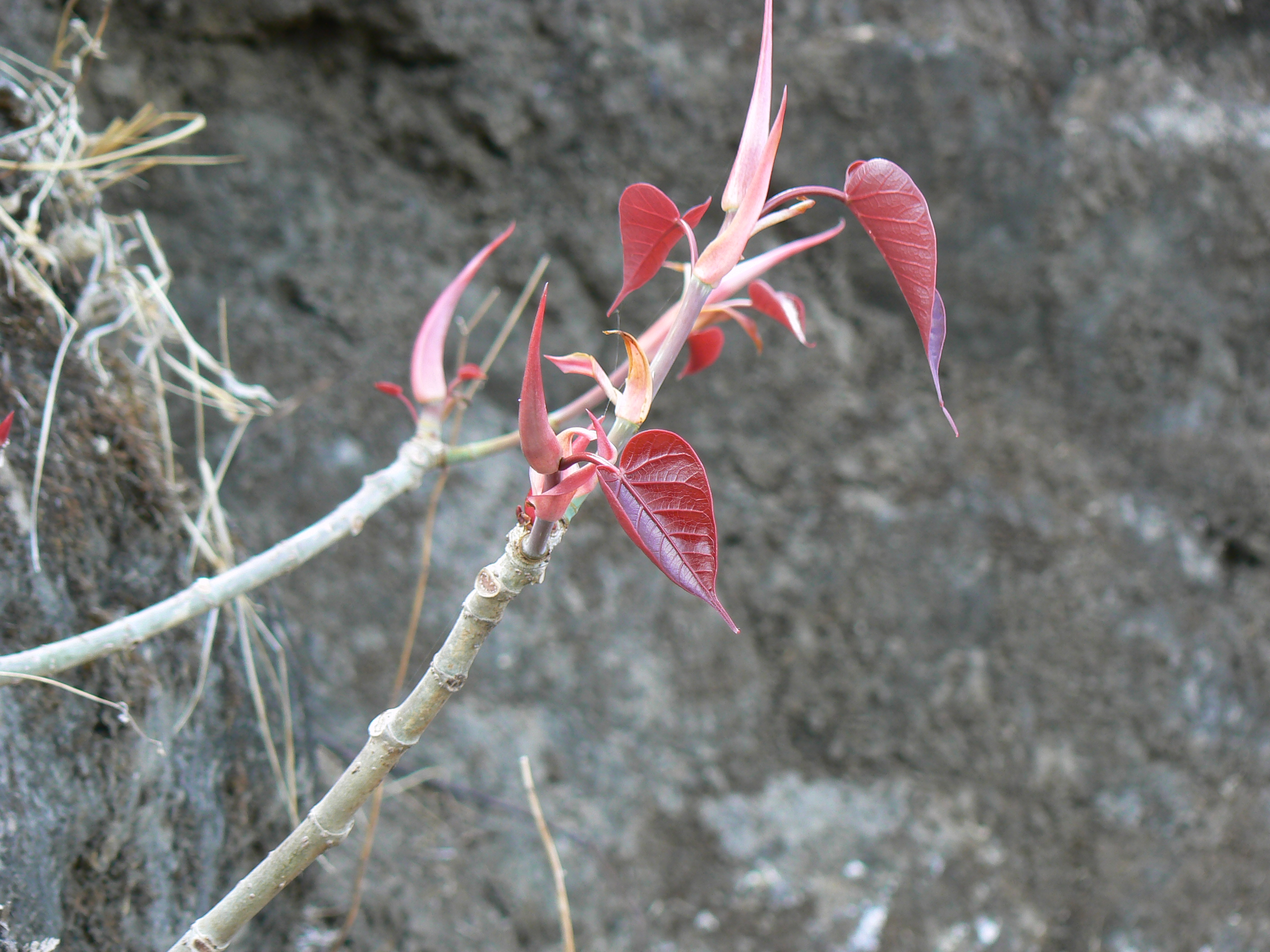
Die Laubblätter sind anfangs rosafarben

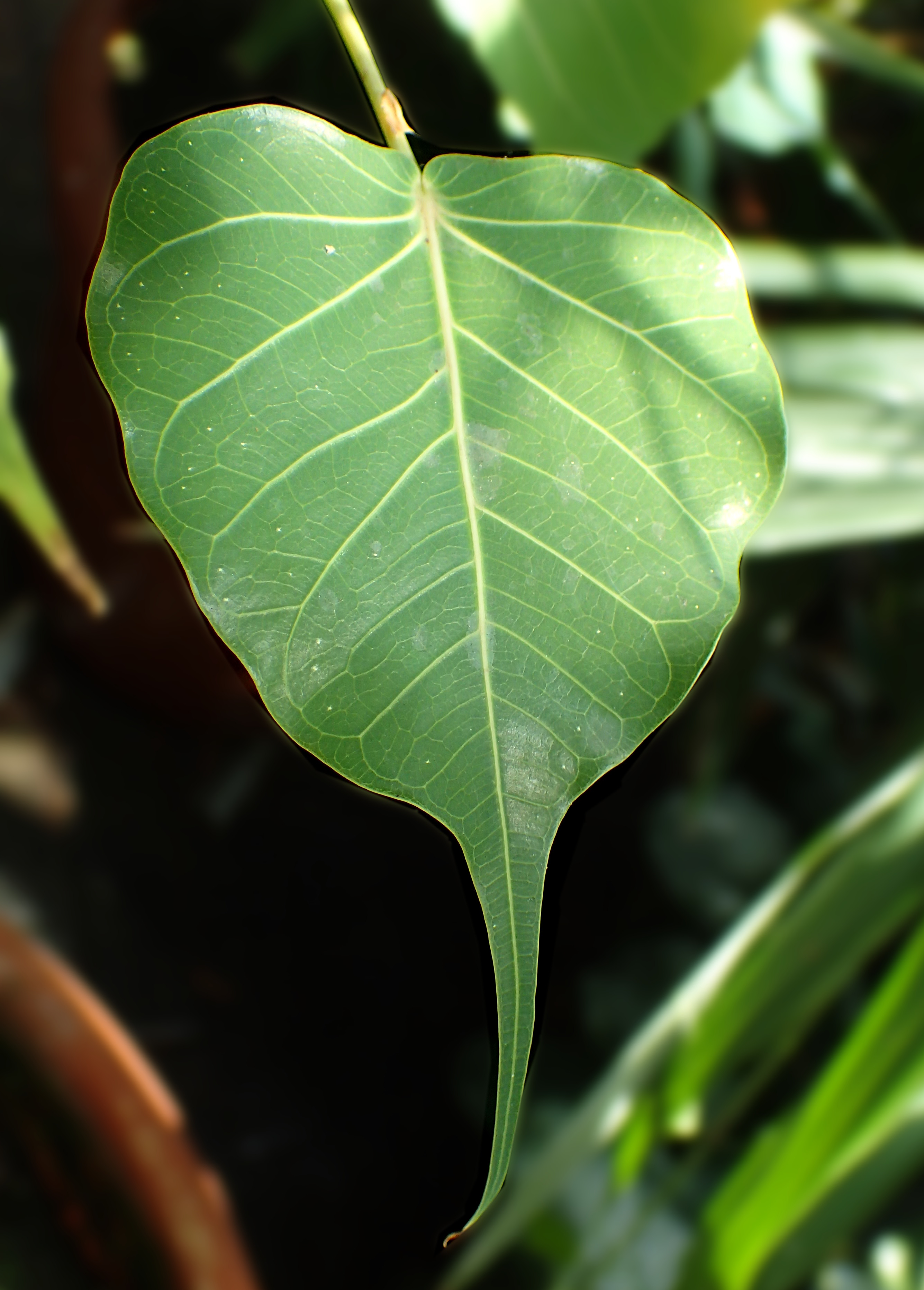
Gestieltes, einfaches Laubblatt mit Träufelspitze

### Vegetative Merkmale
Ficus religiosa wächst je nach Standort als immergrüner oder laubabwerfender Baum, der Wuchshöhen von 6 bis 15, selten 20 bis zu 30 Metern erreicht und ist damit von mittlerer bis hoher Größe. Selten werden Luftwurzeln gebildet. Es werden meist Stammdurchmesser von 2 bis 3 Metern erreicht. Er hat ausgebreitete Äste. Die Rinde junger Zweige ist behaart. Die rissige Borke ist grau.
Die wechselständig am Zweig angeordneten Laubblätter sind in Blattstiel und Blattspreite gegliedert. Der hellgrüne, dünne, stielrunde Blattstiel ist meist 5 bis 10 (4 bis 11) Zentimeter lang. Beim Austrieb sind die Laubblätter rosafarben. Die einfache Blattspreite ist bei einer Länge von meist 6 bis 15 (4,5 bis 8) Zentimetern sowie einer Breite von 4 bis 11, selten bis zu 14 Zentimetern kellenförmig-eiförmig oder fast kreisförmig. Der Blattrand ist glatt oder mehr oder weniger wellig. An der gestutzten oder mehr oder weniger herzförmigen Spreitenbasis sind drei bis fünf Hauptnerven vorhanden. Die im Vergleich zu anderen Ficus-Arten relativ weichen Blattspreiten enden abrupt in Träufelspitzen, die fast die halbe Länge der Blattspreite aufweisen. Es sind sechs bis neun Paare von Seitennerven und einige zickzackförmige Interkostalfelder vorhanden. Die gelblich-braunen Nebenblätter sind bei einer Länge von 8 bis 12 Millimetern deltaförmig mit zugespitztem Ende. Zystolithen sind nur auf der Unterseite vorhanden. Die kahlen Nebenblätter sind 0,5 bis 3 Zentimeter lang.

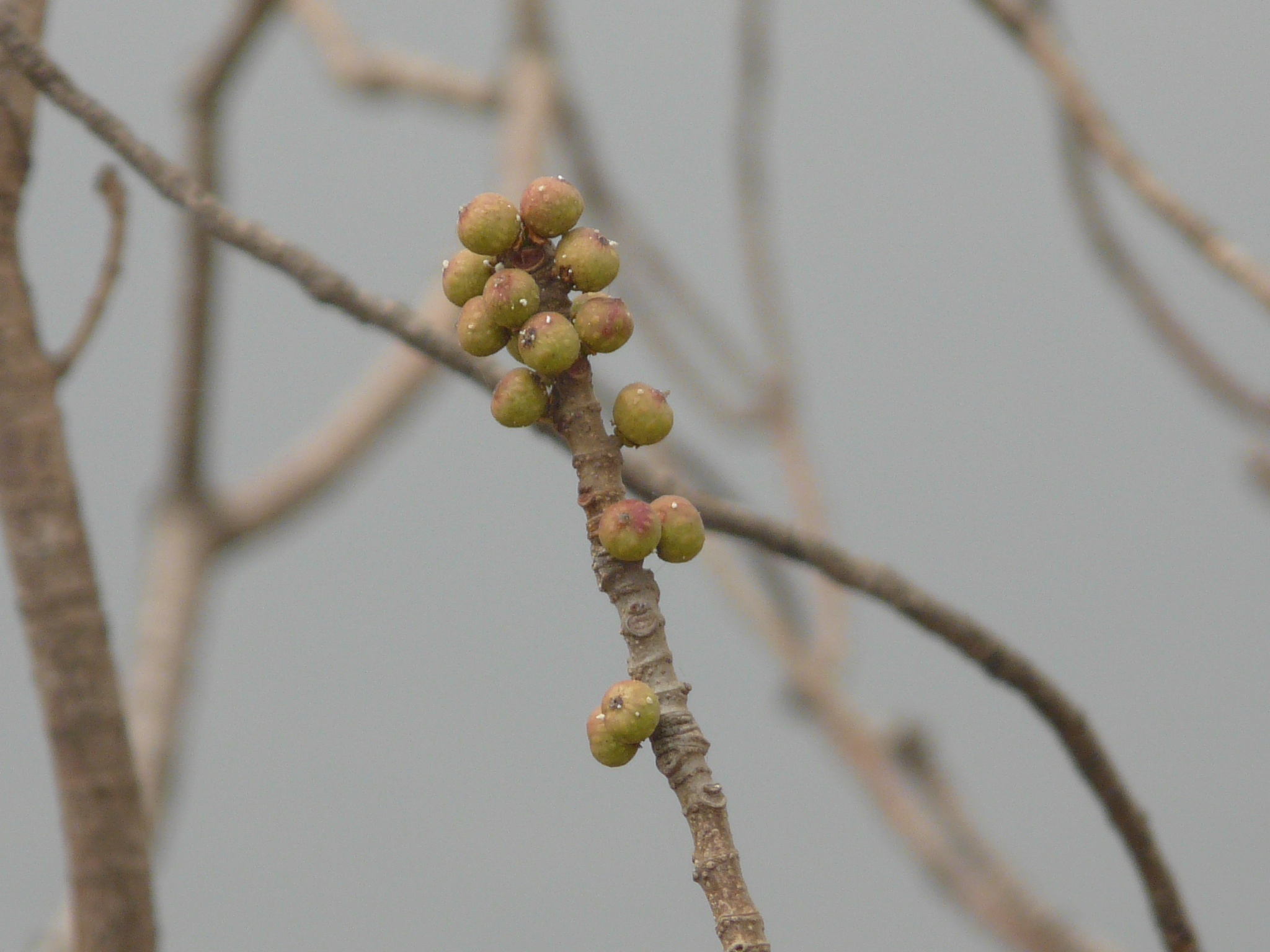
Zweig mit „Hypanthodien“

### Generative Merkmale
In den Blattachseln sitzen paarweise ungestielte Blütenstände (das Pseudanthium der Moraceae wird „Hypanthodium“ genannt). Jeweils viele Blüten sind in einem solchen Blütenstand, einem krugförmigen, ausgehöhlten Achsengewebe, eingesenkt. Unter dem Blütenstand sind drei Tragblätter vorhanden, die seidig-flaumig behaart bis kahl und bei einer Länge von 3 bis 5 Millimetern breit eiförmig-elliptisch sind mit stumpfem oberen Ende. Das gelblich-grüne Hypanthodium besitzt einen Durchmesser von 5 bis 6 Millimetern. Nur eine kleine, durch Schuppen-, bei dieser Art durch drei Hochblätter verengte, distale Öffnung (Ostiolum) bleibt als Verbindung ins Freie. Im Hypanthodium sind keine Borsten vorhanden.
Die Blüten sind immer eingeschlechtig und apetal (ohne Kronblätter). In einem Hypanthodium kommen drei Blütentypen vor: männliche und fertile weibliche Blüten und steril weibliche (Gallblüten). Wenn rein männliche Blüten vorhanden sind, dann befinden sie sich in einem einzigen Wirtel. Die männlichen Blüten besitzen zwei bis drei freie eiförmig-lanzettliche Kelchblätter und ein bis drei Staubblätter. Die fertilen weiblichen Blüten und Gallblüten sind sitzend oder gestielt. Die fertilen weiblichen Blüten und Gallblüten besitzen meist drei oder vier, selten bis zu fünf lanzettliche Kelchblätter. Die fertilen weiblichen Blüten besitzen einen freien Fruchtknoten.
Die Frucht ist eine samenähnliche Achäne. Es liegt ein Fruchtverband (Achänenfruchtverband), genauer ein Sykonium, Hypanthodium (Scheinfrucht, Pseudocarp) vor, da die vielen weiblichen Blüten sich zu Achänen entwickeln und in den fleischigen, krugförmigen Blütenboden integriert sind.

### Chromosomensatz
Die Chromosomengrundzahl beträgt x = 13; es liegt Diploidie vor mit einer Chromosomenzahl von 2n = 26.

## Verbreitung
Ficus religiosa stammt vom Indischen Subkontinent und Indochina. Fundorte gibt es in Sri Lanka, Bangladesch, im nördlichen Indien, in Nepal, Pakistan, Myanmar, im nördlichen Thailand sowie im nördlichen Vietnam. Ficus religiosa wird in vielen anderen tropischen Gebieten kultiviert.

## Systematik
Die Erstveröffentlichung von Ficus religiosa erfolgte 1753 durch Carl von Linné in Species Plantarum, 2, Seite 1059. Ein Synonym für Ficus religiosa L. ist Urostigma religiosum (L.) Gasp.
Die Art Ficus religiosa gehört zur Untersektion Urostigma der Sektion Urostigma aus der Untergattung Urostigma in der Gattung Ficus.

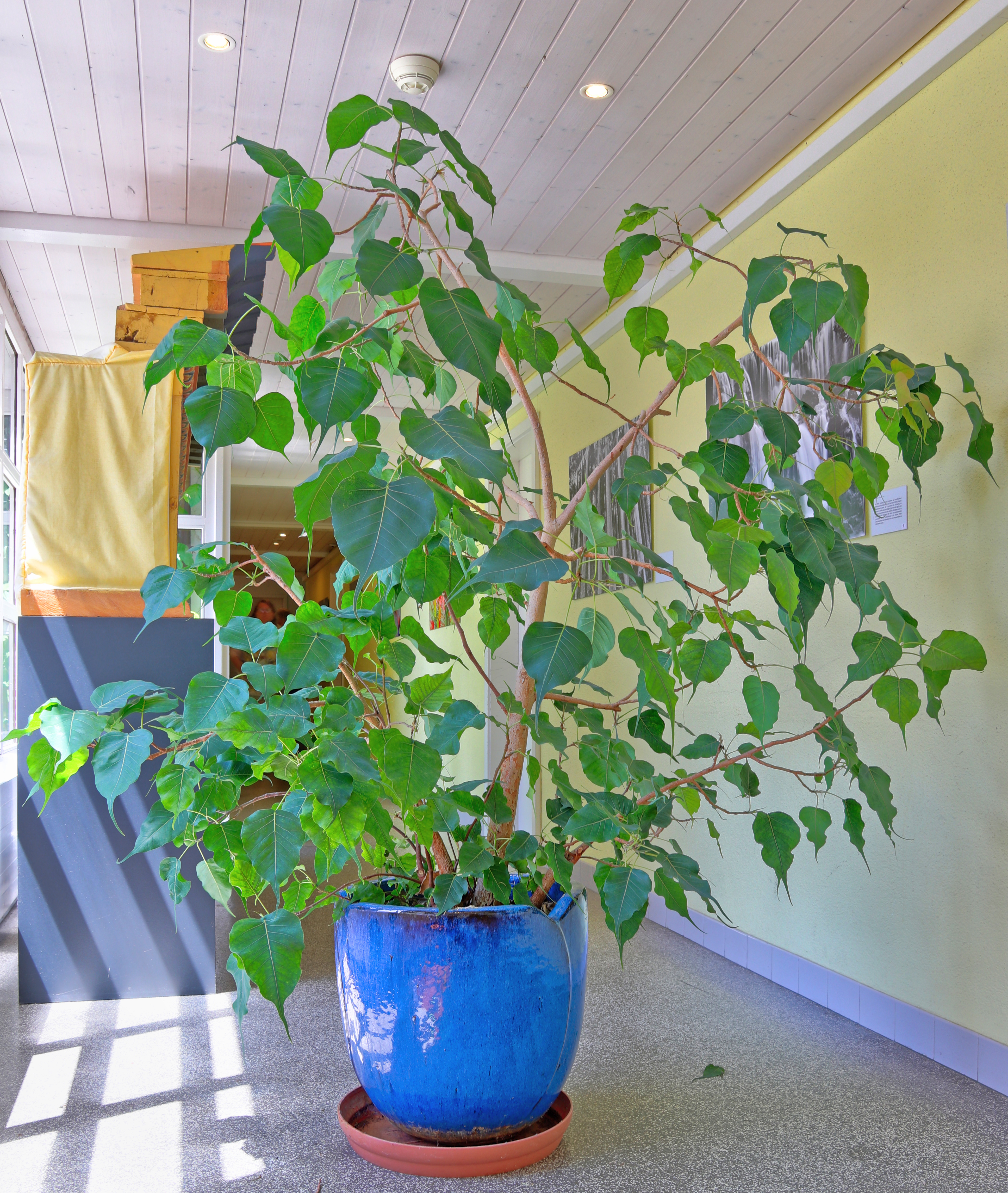
Verwendung als Zimmerpflanze

## Nutzung
Die Laubblätter von Ficus religiosa werden als Futter für Seidenraupen und andere Insekten verwendet.
Der Bodhibaum wird in tropischen Gebieten als Zierpflanze in Parks, an Tempeln und an Straßen verwendet. Sehr selten dient er in Räumen als große Topfpflanze.
Es wird erwähnt, dass Ficus religiosa in der Volksheilkunde eingesetzt wird.

## Der Bodhibaum im Buddhismus
Gemäß der buddhistischen Überlieferung erlebte Siddhartha Gautama unter einer Pappelfeige sitzend das „Erwachen“ (sanskrit: Bodhi, oft ungenau mit „Erleuchtung“ übersetzt) und wurde damit zum Buddha („Erwachter“). Die Pappelfeige gilt seither in der buddhistischen Kunst als Symbol des Buddha. Oftmals wird sie in Reliefs und Bildern buddhistischer Tempelanlagen dargestellt.
Im indischen Bodhgaya, dem einstigen Uruvela, steht neben dem Mahabodhi-Tempel ein angeblicher Nachkomme des ursprünglichen Bodhibaums, unter dem der Buddha Bodhi erlangt hatte. Als historisch belegt kann gelten, dass ein Zweig des ursprünglichen Baumes während Kaiser Ashokas Mission im 3. Jahrhundert v. Chr. nach Sri Lanka gelangte. Der daraus gewachsene Baum, der Sri Mahabodhi in der damaligen Könighauptstadt Anuradhapura, ist auch heute noch ein wichtiger Pilgerort für Buddhisten. Nachdem der ursprüngliche Bodhibaum in Bodhgaya durch einen shivaitischen Herrscher gefällt worden war, pflanzte man an seiner Stelle später einen Ableger aus Anuradhapura. Um diesen soll es sich bei dem heute in Bodhgaya stehenden Baum handeln.
In der Tempelarchitektur Sri Lankas wurde es üblich, eigens Bodhi Gara genannte offene Gebäude um einen lebenden Bodhibaum zu errichten, der ebenfalls jeweils ein Ableger aus Anuradhapura sein muss (somit ein Ableger nur 2. Ordnung vom ursprünglichen Bodhibaum). Auch in Tempelanlagen Südostasiens, beispielsweise den Wats in Thailand, ist meist mindestens ein Bodhibaum zu finden, der zum Vesakh-Fest während des Vollmondes im April oder Mai im Mittelpunkt von Riten steht. Sogar in buddhistischen Tempelanlagen außerhalb Asiens wie in Hanapepe auf Kauai und anderen Hawaii-Inseln werden Bodhibäume mit ähnlicher Funktion gepflanzt.

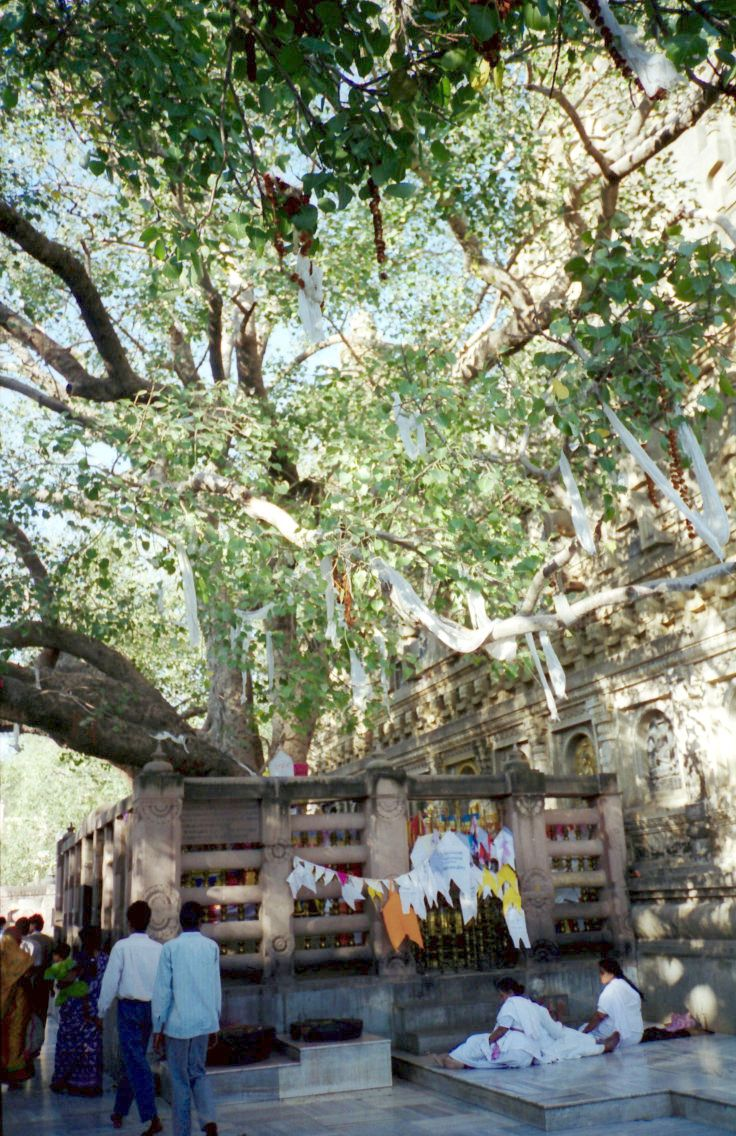
Mahabodhi in Bodhgaya, Indien
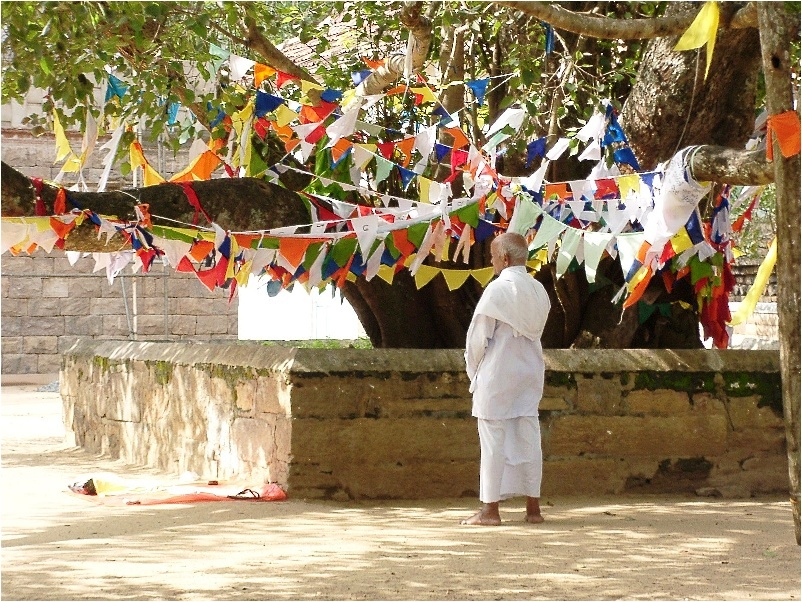
Bodhibaum in der Nähe des Sri Mahabodhi in Anuradhapura, Sri Lanka
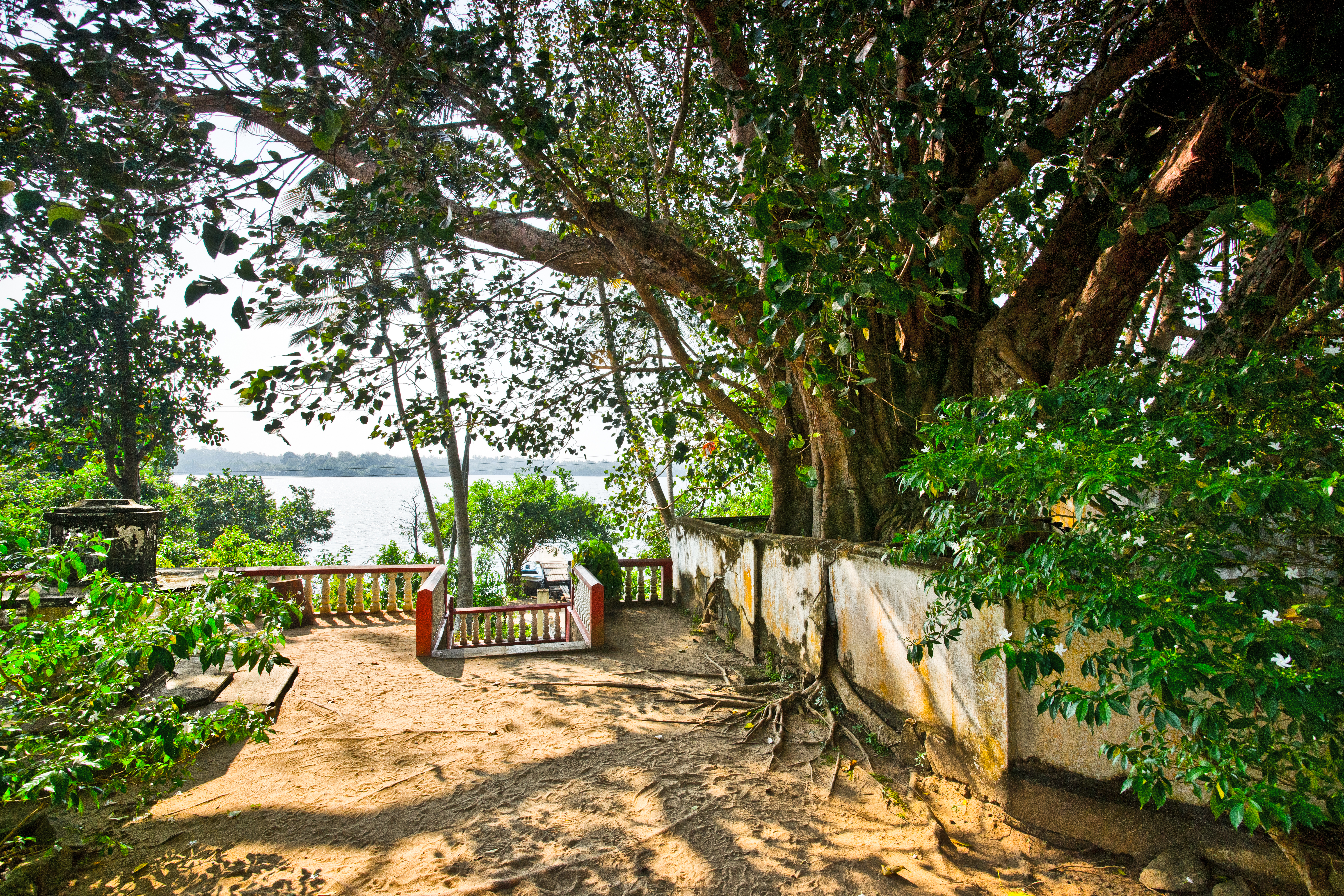
Bodhibaum in typischer Einfriedung, Sri Lanka
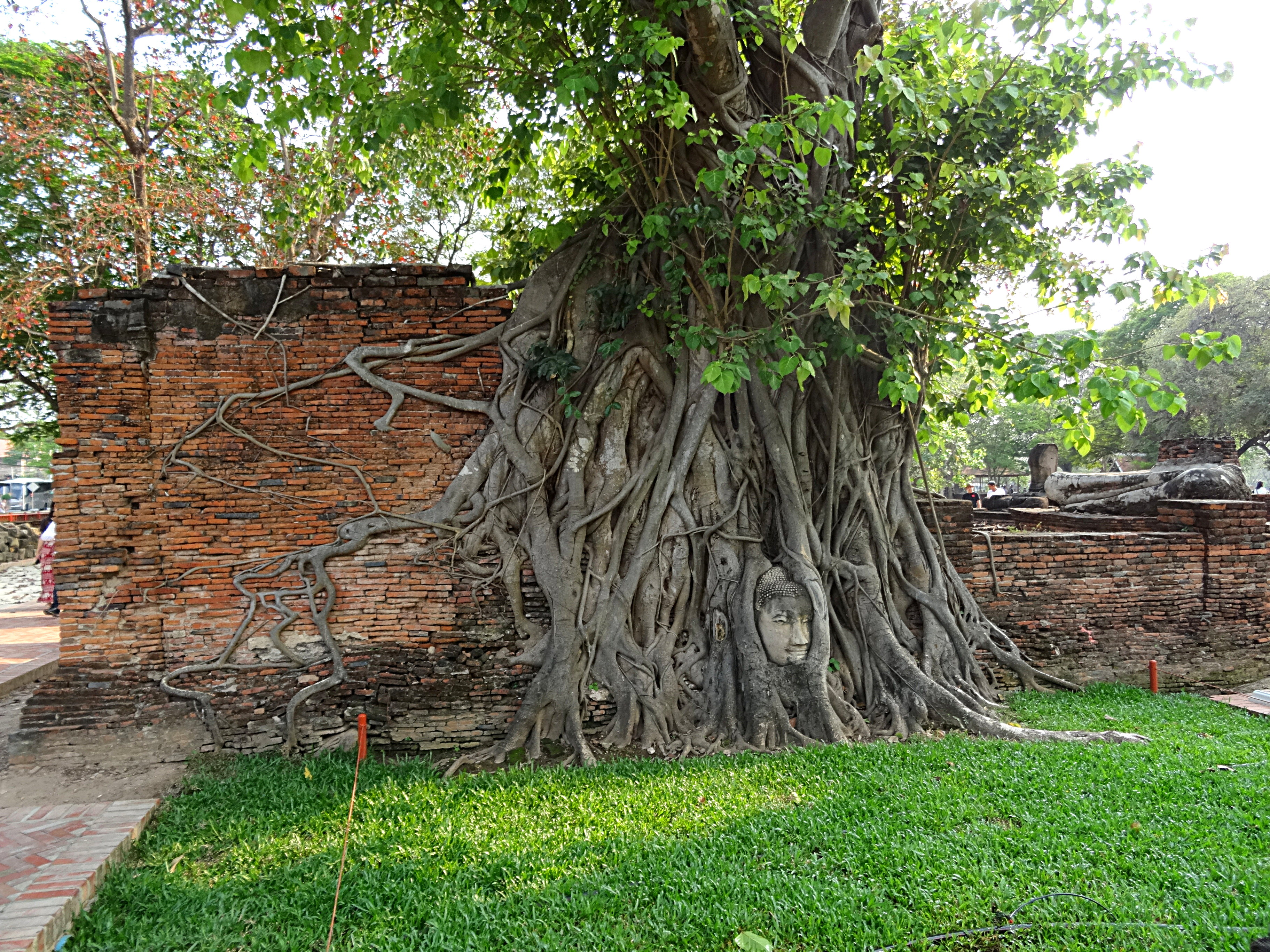
Pho-Baum mit eingewachsenem Buddha-Kopf im Wat Mahathat Ayutthaya, Thailand